# Sant’Andrea cata Barbara

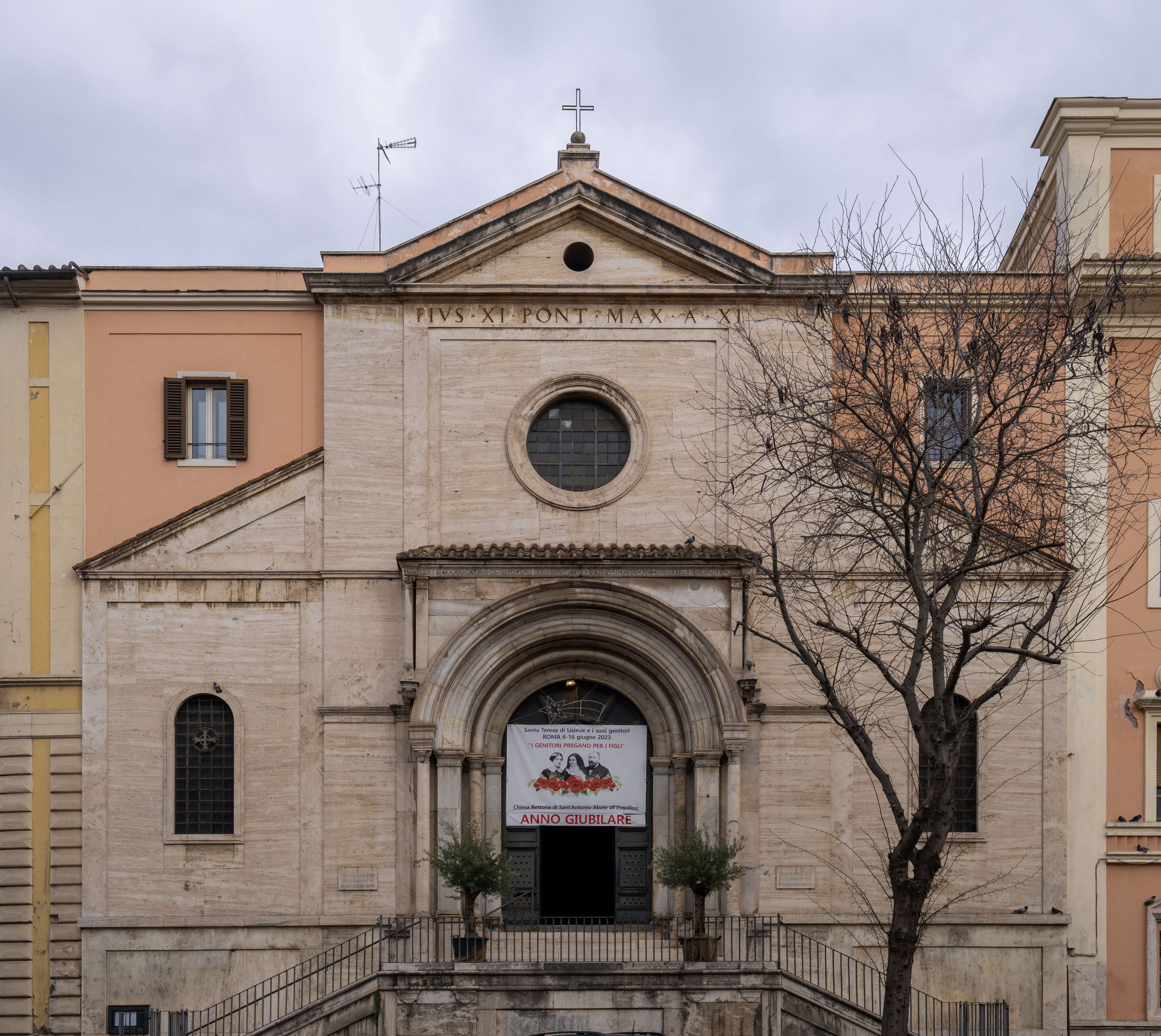
Sant’Antonio Abate all’Esquilino mit dem noch erhaltenen romanischen Stufenportal von Sant’Andrea cata Barbara

Sant’Andrea cata Barbara war eine römische Titelkirche auf dem Esquilin südöstlich der Basilika Santa Maria Maggiore. Sie wurde seit dem 15. Jahrhundert dem Verfall überlassen und um 1930 bei der Neubebauung des Quartiers zwischen den heutigen Straßen Via Carlo Alberto und Via Napoleone III. abgerissen und durch die Russische katholische Kirche Sant’Antonio Abate all’Esquilino ersetzt.

## Lage, Patrozinium, Geschichte
Die Kirche stand im XV. römischen Rione Esquilino, wo sich damals viele Adelspaläste befanden.

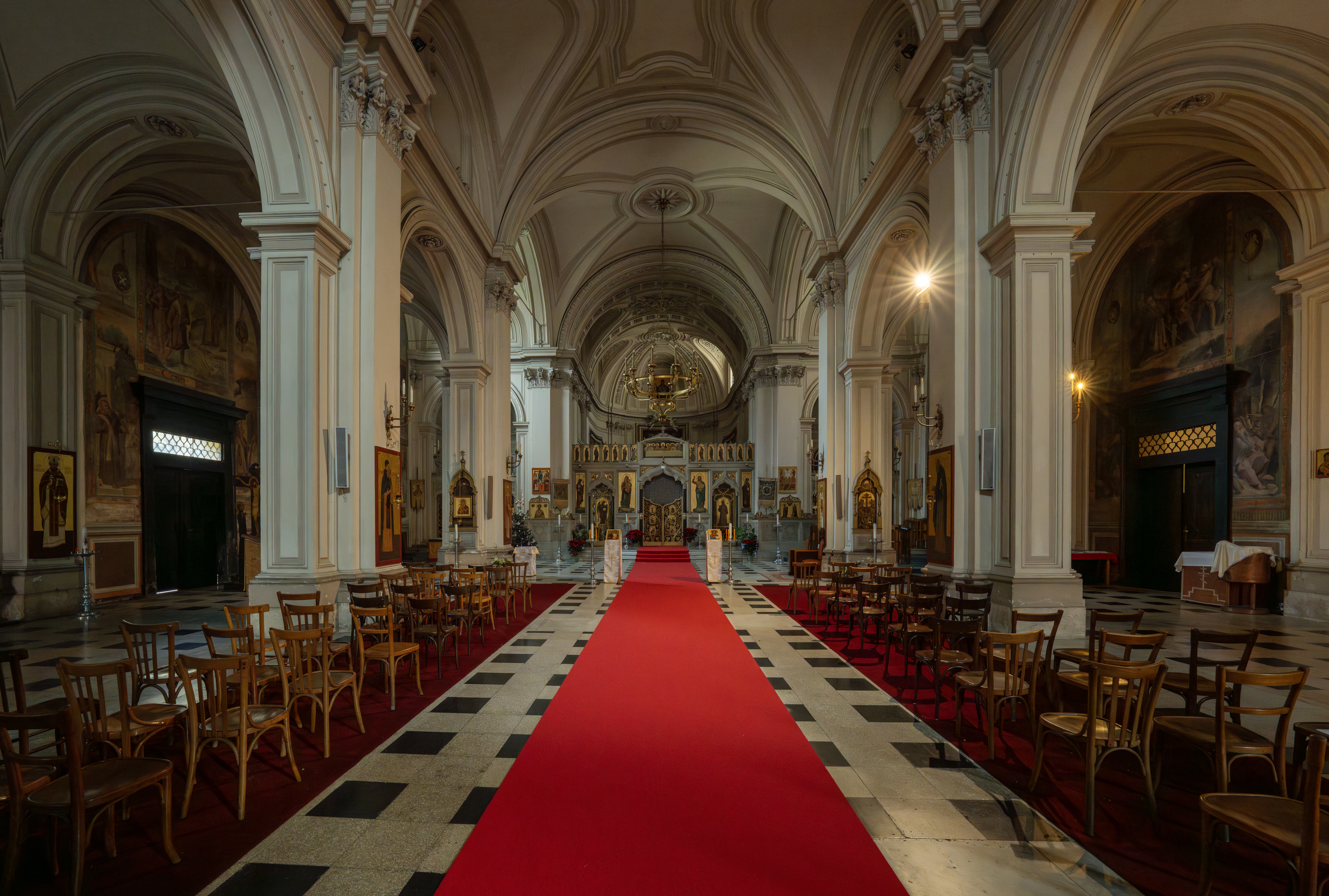
Innenraum

Im Jahr 470 wurde sie dem Apostel Andreas geweiht und erhielt den Namen basilica apostoli Andreae iuxta basilicam sanctae Mariae. Ende des 6. Jahrhunderts hieß sie basilica S. Andreae apostoli post praesepe, womit wieder die Nähe zu S. Maria Maggiore (mit der dort verwahrten Krippe von Betlehem) hervorgehoben wurde. Der seit dem 8. Jahrhundert gebräuchliche Name Sant’Andrea cata Barbara (lat. S. Andreas cata Barbara) soll auf eine Tochter namens Barbara des römischen Gouverneurs von Syrakus, Venantius, zurückgehen, die unmittelbar neben der Kirche einen Konvent (Kloster) gegründet hatte, wobei der Zusatz cata (von vocata = genannt) zur Unterscheidung von anderen Andreaskirchen der Stadt gedient habe. Als weitere Bezeichnungen sind zu nennen:
basilica beati Andreae apostoli quae appellatur cata Barbara patricia (um 800), S. Andrea in Piscin(ul)a anlässlich der Errichtung eines Antoniushospitals (1266) neben der Kirche. 1686 wird die Kirche S. Andrea cata Barbara als Ruine beschrieben.
1929 übernahm die römische Kurie den Gesamtbesitz der ehemaligen Andreaskirche mit Kloster und Hospital und ermöglichte damit archäologische Grabungen; nach deren Auswertung wurden die Gebäudereste und Fundamente entfernt. Heute steht dort der Gebäudekomplex des von Papst Pius XI. gegründeten Pontificium Collegium Russicum mit der Kirche Sant’Antonio Abate all’Esquilino.

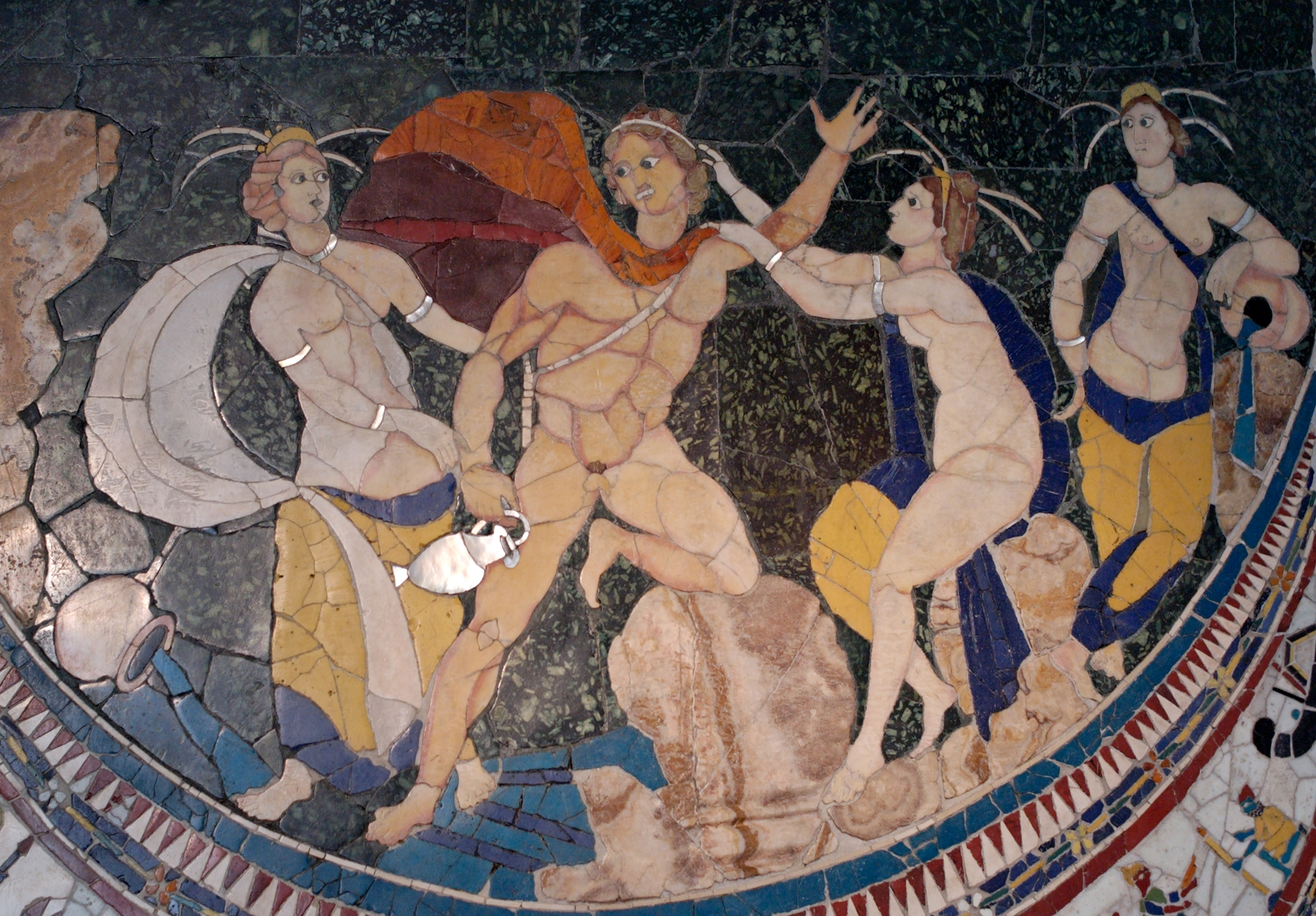
„Raub des Hylas“, Wandschmuck aus der Empfangshalle des Iunius Bassus (2. Viertel 4. Jh.), heute Rom, Museo Nazionale Romano

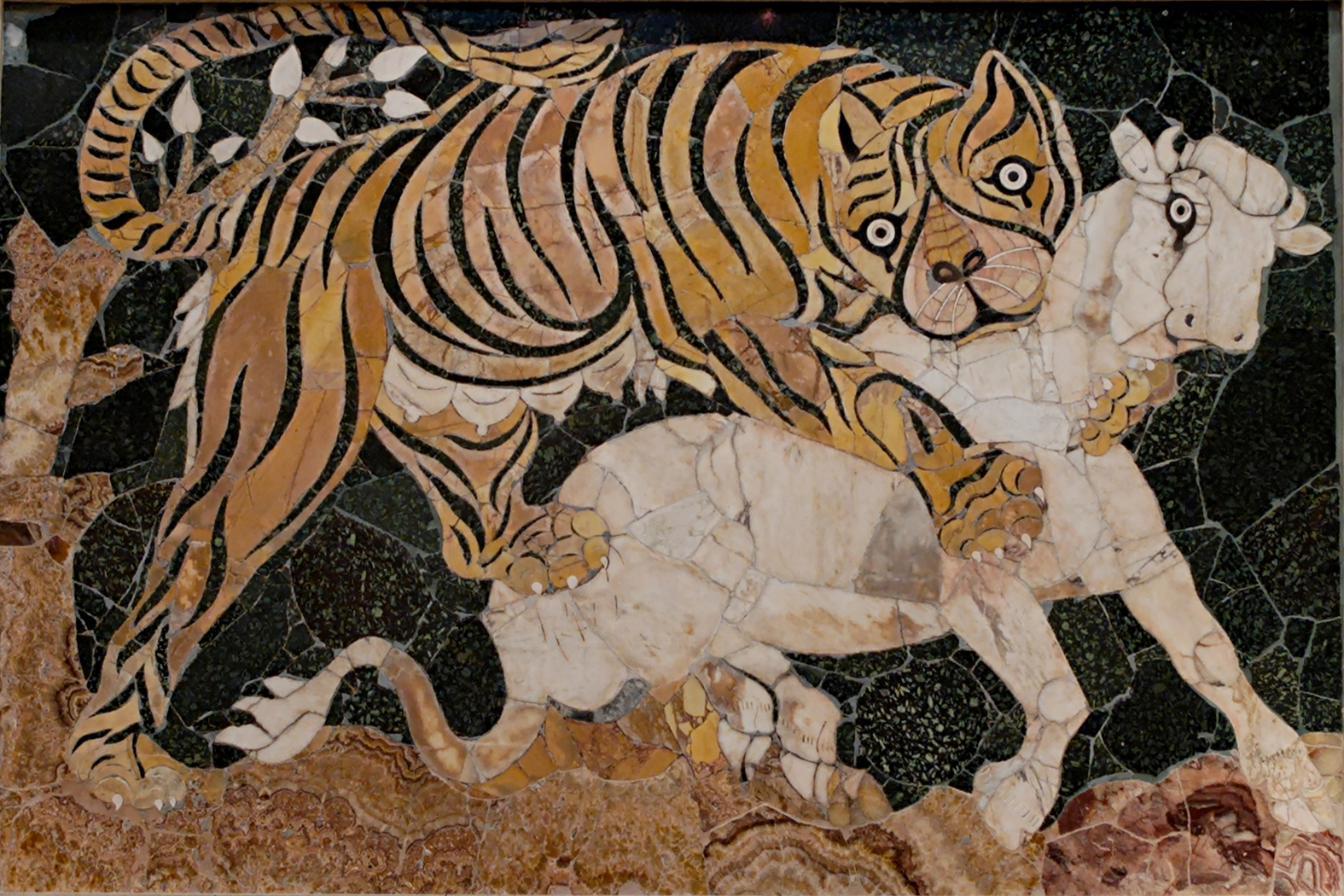
„Tiger schlägt ein Kalb“, Wandschmuck aus der Empfangshalle des Iunius Bassus, heute Rom, Musei Capitolini

## Beschreibung
Die Kirche entstand um 470 durch Umwandlung der Empfangshalle (aula) eines spätantiken Stadtpalastes, den sich der Konsul Iunius Annius Bassus (Vater des 359 als Christ verstorbenen Stadtpräfekten Iunius Bassus Theotecnius) im Jahr 331 auf dem Mons Cispius hatte bauen lassen. Ein späterer Eigentümer, der kaiserliche General Flavius Valila Theodosius (gestorben vor 483) vermachte das Anwesen testamentarisch dem Papst Simplicius, der die ehemalige Empfangshalle in eine einschiffige Kirche umbauen ließ. Die Empfangshalle mit großen Rundbogenfenstern hatte eine Apsis und eine Vorhalle mit zwei seitlichen Apsiden. Durch überlieferte Architekturzeichnungen ist bekannt, dass die Halle eine besonders reiche Innenausstattung besaß, insbesondere eine kostbare Wandverkleidung aus Buntmarmor (Opus sectile) und Glasmosaik, wovon sich vier große Marmortafeln mit figürlichen Motiven erhalten haben (Kapitolinische Museen und Palazzo Massimo).
Diese Innenausstattung mit den vorchristlichen Motiven wurde für das Kircheninnere beibehalten, aber durch ein christliches Apsismosaik (um 470) ergänzt. Obwohl das Mosaik nicht erhalten blieb, ist das Motiv durch historische Zeichnungen überliefert:
Christus mit Kreuznimbus, Segensgestus und Gesetzesrolle steht auf dem Paradiesberg mit den vier Strömen; zu seiner Seite huldigen ihm Petrus und Paulus sowie vier weitere Apostel, unter ihnen auch Andreas, der als Titelheiliger aber nicht besonders hervorgehoben ist. Das Mosaik wird gerahmt durch eine mit Blumen geschmückte Lorbeergirlande.